# 20582 Reichenbach
20582 Reichenbach este un asteroid din centura principală de asteroizi.

## Descriere
20582 Reichenbach este un asteroid din centura principală de asteroizi. A fost descoperit pe 9 septembrie 1999 la Socorro, New Mexico, în cadrul proiectului LINEAR. Asteroidul prezintă o orbită caracterizată de o semiaxă mare de 2,63 ua, o excentricitate de 0,12 și o înclinație de 3,0° în raport cu ecliptica.